# Odobrenje za samostalan rad liječnika
Odobrenje za samostalan rad liječnika ili liječnička licenca je javna isprava kojom se dokazuje stručna osposobljenost liječnika za samostalno obavljanje liječničke djelatnosti u nekoj državi.
Liječnik može obavljati svoje zvanje samo u okviru izobrazbe koja je određena odobrenjem za samostalan rad (licencom). Tako se liječniku sa specijalizacijom, odnosno užom specijalizacijom daje odobrenje za samostalan rad za područje specijalnosti ili uže specijalnosti za koju je stručno osposobljen, dok se liječniku s položenim stručnim ispitom i liječniku na specijalizaciji daje odobrenje za samostalan rad u području opće medicine.
U iznimnim slučajevima, iako nema odobrenje za samostalan rad iz određene specijalnosti, liječnik može obavljati liječničku djelatnost iz područja za koje mu nije dano odobrenje za samostalan rad. U Republici Hrvatskoj Zakon o liječništvu propisuje da su takve okolnosti:
- društveno krizne situacije ili u druge izvanredne okolnosti kad je djelovanje liječnika neophodno jer je pružanje redovite zdravstvene zaštite onemogućeno
- hitni slučajevi kad bi izostanak hitne liječničke intervencije i pomoći trajno ugrozio zdravlje ili život bolesnika
- okolnosti deficitarne zdravstvene zaštite u kojima se ne može osigurati redovita zdravstvena zaštita

## Izdavanje i obnavljanje liječničke licence
U Republici Hrvatskoj odobrenje za samostalan rad liječniku izdaje Hrvatska liječnička komora uz ispunjavanje sljedećih uvjeta:
- diploma jednog od medicinskih fakulteta u Republici Hrvatskoj ili nostrificirana diploma inozemnog medicinskog fakulteta
- položen stručni ispit
- državljanstvo Republike Hrvatske ili reguliran status stranog državljana s dozvolom za rad
- znanje hrvatskoga jezika (osim pri obavljanju povremenih dijagnostičkih i terapijskih zahvata u kojima verbalna komunikacija s bolesnikom nije potrebna ili je moguća uz posrednika)
- upis u Imenik liječnika Hrvatske liječničke komore

Uvjeti i postupak izdavanja liječničke licence u Republici Hrvatskoj propisani su Zakonom o liječništvu te Pravilnikom o izdavanju, obnavljanju i oduzimanju odobrenja za samostalan rad (licence) Hrvatske liječničke komore. Liječnici su obvezni svakih šest godina proći provjeru stručnosti u cilju obnavljanja odobrenja za samostalan rad na poslovima liječničke djelatnosti.